# Roly Santos
Roly Santos (General Pico, La Pampa, Argentina, 2 de diciembre de 1960), es un director y guionista de cine argentino que se inició con filmes de ficción, luego tuvo una etapa como documentalista y desde hace unos tres años retornó al cine de ficción. 

## Actividad profesional
Comenzó de joven a estudiar cine y algunas de sus filmaciones fueron de una de las últimas rondas de Madres de Plaza de Mayo realizadas durante la dictadura militar, junto a políticos como Alfredo Bravo, Augusto Comte y el sacerdote Antonio Puigjané, así como algunos momentos previos al acto cierre de campaña de Ítalo Luder en la Avenida 9 de Julio. Este material crudo, sin editar ni restaurar imagen, positivado a partir del negativo original, se encuentra en el Museo del Cine y nunca fue exhibido públicamente.
En 1982 cuando cursaba el tercer año en el ENERC eligió junto a Víctor González (Kino), como locación de un ejercicio un barrio de emergencia y ambos fueron expulsados (por motivos similares, en 1970 había sido expulsado Ricardo Wullicher). Las autoridades del CERC argumentaron que el cortometraje rodado empleaba “una temática que incluye aspectos denigrantes de la vida de las
personas, escenas truculentas y delictuosas, vinculación de niños con el sexo, reiteración de deprimentes escenarios”. La sanción provocó que el profesor titular de la cátedra de Realización, Oscar Barney Finn renunciara a su cargo y, después de la movilización de los estudiantes, que obtuvieron entrevistas radiales y televisivas, fueron reincorporados.
En 1991 se graduó de sociólogo en la Universidad de Buenos Aires y en 1986 lo había hecho en el Centro de Realización y Experimentación Cinematográfica. Después de dirigir dos cortometrajes debutó en el largometraje con Qué absurdo es haber crecido, una ficción estrenada en 2000 que fue seleccionada para su exhibición en los Festivales de Cine de San Sebastián, Figueira de Foz y La Habana de ese año.
Su documental Manos Unidas ganó el Premio al Mejor Director en Figueira Film Arts (2015) y Mención en el 36 IFF de La Habana (2014). Estrenó en 2018 por Netflix el documental Caffè Sospeso" codirigido con Fulvio Ianucci. En 2018 dirigió y produjo la Serie de Ficción Dedalo que constaba de 8 capítulos de 26 minutos y en 2019 el largometraje de ficción Agua dos Porcos o Water pigs) El autor también es miembro de DAC Directores Argentinos Cinematográficos, Argentores y 100autori (Italia ) y fue fundador y coordinador de la FEDALA – Federación de Escritores y Directores de Aca. Latina (2003-2010).

## Filmografía
Director
- Agua dos Porcos (2020-2022, ficción)
- Café pendiente (2018, documental)
- Manos Unidas (2014, documental)
- Qué absurdo es haber crecido (2000, ficción)
- Diálogos en el Noroeste (1988, cortometraje).
- Revelación(1986, cortometraje)

Guionista
- Manos Unidas (2014, documental)
- Qué absurdo es haber crecido (2000, ficción)
- Diálogos en el Noroeste (1988, cortometraje).
- Revelación (1986, cortometraje)

Productor
- Letto numero 6 (ficción, coproductor)
- Agua dos Porcos (2020, ficción)
- Café pendiente (2018, documental)
- Manos Unidas (2014, documental)
- Qué absurdo es haber crecido (2000, ficción)
- Diálogos en el Noroeste (1988, cortometraje).
Editor
  - Gombrowicz, o la seducción (1986, documental, montajista)
  - Memoria y Homenaje (1986, documental, montajista)

## Series de televisión
- Dedalo (2018, ficción)
- New Dubliners (2016, documental).
- Hola India (2015, documental).
- Manos Unidas (2014, documental).
- Crisol (2013, documental).[6]

## Actividad como sociólogo
“Las Industrias Culturales en la Argentina” dimensión económica y políticas públicas, (1995), Investigador colaborador del libro de Octavio Getino.
“La violencia en la programación Televisiva infantil” (1994) Santos, Rolando, Investigación sobre la violencia en la programación infantil de la TV argentina. Buenos Aires, Universidades de Quilmes y de Belgrano. Cita por Eduardo Galeano en "Patas arriba".
Fundador y Coordinador de la FEDALA Federación de Escritores y Directores de América. Latina. 2003-2010.